# Albanella Chávez
Albanella Luena Chávez Turello (n. Beni, 1985) es una escritora, psicóloga y activista feminista boliviana. Ha publicado dos libros de poesía y colaborado en varias antologías poéticas.
Realizó sus estudios superiores en psicología en Santa Cruz de la Sierra y obtuvo una maestría en estudios de género en España. Desde corta edad fue cercana a personas de ideología de izquierda y progresista, lo que la motivó a acercarse al activismo y a colectivos feministas.
En el ámbito literario, ha publicado los poemarios Noches de cuerpos sin nombre (2008) y Cuaderno de notas (2010). También ha colaborado en las antologías poéticas Liberoamericanas (2019), Escritoras cruceñas (2019), Encrucijada (2017) y Nueva poesía boliviana (2018). Autores como Édgar Soliz la señalan como una de las representantes de la Literatura LGBT de Bolivia actual.
Entre las organizaciones de las que ha formado parte destaca la Red de Mujeres Lesbianas y Bisexuales de Bolivia.

## Obras
Poesía
- Noches de cuerpos sin nombre (2008)
- Cuaderno de notas (2010)